# 庶民金庫
庶民金庫（しょみんきんこ）は、中小企業・個人事業主およびサラリーマンに対して高利貸に代わる簡易な小規模融資を行う目的で、1938年（昭和13年）に庶民金庫法（昭和13年3月31日法律第58号）により設立された特殊法人。1949年（昭和24年）に国民金融公庫に業務を引き継ぎ解散した。
小規模とは具体的には1000円未満であり、用途には事業資金や生計資金が想定された。担保を必要とせず対人信用のみで貸付を行い、申込要件は「現在または将来において支払能力があり、返済の誠意がある者」というものであった。業務の性質から、庶民金庫法の条文上では民間の銀行や信用組合などに業務を委託することも想定されていた。
資本金は全額政府出資で、庶民債券という金融債の発行も認可されていた。